# ISO 3166-2:ZA
ISO 3166-2:ZA es la entrada para la República de Sudáfrica en ISO 3166-2, parte de los códigos de normalización ISO 3166 publicados por la Organización Internacional de Normalización (ISO), que define los códigos para los nombres de las principales subdivisiones (p.ej., provincias o estados) de todos los países codificados en ISO 3166-1.
ZA es el acrónimo de Zuid-Afrika, en neerlandés Sudáfrica. En la actualidad, para la República de Sudáfrica, los códigos ISO 3166-2 se definen para 9 provincias.
Cada código consta de dos partes, separadas por un guion. La primera parte es ZA, el código ISO 3166-1 alfa-2 para la República de Sudáfrica. La segunda parte tiene dos o tres letras que indican la provincia.

## Códigos actuales
Los nombres de las subdivisiones se ordenan según el estándar ISO 3166-2 publicado por la Agencia de Mantenimiento ISO 3166 (ISO 3166/MA).
Los códigos ISO 639 se usan para representar los nombres de las subdivisiones en los siguientes idiomas oficiales:
- (en): Inglés
- (af): Afrikáans
- (nr): Ndebele
- (nso): Sepedi
- (st): Sotho
- (ss): Suazi
- (ts): Tsonga
- (tn): Setswana
- (ve): Venda
- (xh): Xhosa
- (zu): Zulú

Pulsa sobre el botón en la cabecera para ordenar cada columna.
| Código | Nombre de la subdivisión (es) | Nombre de la subdivisión (en) | Nombre de la subdivisión (af) | Nombre de la subdivisión (nr) | Nombre de la subdivisión (nso) | Nombre de la subdivisión (st)                | Nombre de la subdivisión (ss) |
| ------ | ----------------------------- | ----------------------------- | ----------------------------- | ----------------------------- | ------------------------------ | -------------------------------------------- | ----------------------------- |
| ZA-EC  | Cabo Oriental                 | Eastern Cape                  | Oos-Kaap                      | iPumalanga-Kapa               | Kapa Bohlabela                 | Kapa Botjhabela                              |                               |
| ZA-FS  | Estado Libre                  | Free State                    | Vrystaat                      | iFreyistata                   | Freistata                      | Freistata (la variante local es Foreisetata) |                               |
| ZA-GP  | Gauteng                       | Gauteng                       | Gauteng                       | iGauteng                      | Gauteng                        | Kgauteng                                     | Gauteng                       |
| ZA-KZN | KwaZulu-Natal                 | Kwazulu-Natal                 | KwaZulu-Natal                 | iKwaZulu-Natal                | GaZulu-Natala                  | Hazolo-Natala                                | KwaZulu-Natali                |
| ZA-LP  | Limpopo                       | Limpopo                       | Limpopo                       | Limpopo                       | Limpopo                        | Limpopo                                      | Limpopo                       |
| ZA-MP  | Mpumalanga                    | Mpumalanga                    | Mpumalanga                    | iMpumalanga                   | Mpumalanga                     | Mpumalanga                                   | Mpumalanga                    |
| ZA-NC  | Cabo del Norte                | Northern Cape                 | Noord-Kaap                    | iTlhagwini-Kapa               | Kapa Leboya                    | Kapa Leboya                                  |                               |
| ZA-NW  | Noroeste                      | North-West                    | Noordwes                      | iTlhagwini-Tjhingalanga       | Lebowa Bodikela                | Leboya (le) Bophirima                        |                               |
| ZA-WC  | Cabo Occidental               | Western Cape                  | Wes-Kaap                      | iTjhingalanga-Kapa            | Kapa Bodikela                  | Kapa Bophirimela                             |                               |

| Código | Nombre de la subdivisión (ts) | Nombre de la subdivisión (tn)             | Nombre de la subdivisión (ve) | Nombre de la subdivisión (xh) | Nombre de la subdivisión (zu)                                |
| ------ | ----------------------------- | ----------------------------------------- | ----------------------------- | ----------------------------- | ------------------------------------------------------------ |
| ZA-EC  | Kapa-Vuxa                     | Kapa Botlhaba                             | Kapa Vhubvaḓuvha              | Mpuma-Koloni                  | Mpumalanga-Kapa (la variante local es Mpumalanga-Koloni)     |
| ZA-FS  | Free State                    | Foreisetata                               | Fureisitata                   | Freyistata                    | Fuleyisitata (la variante local es Freyisitata)              |
| ZA-GP  | Gauteng                       | Gauteng                                   | Gauteng                       | Rhawuti                       | Gauteng                                                      |
| ZA-KZN | Kwazulu-Natal                 | KwaZulu-Natal                             | HaZulu-Natal                  | KwaZulu-Natala                | KwaZulu-Natali                                               |
| ZA-LP  | Limpopo                       | Limpopo                                   | Vhembe                        | Limpopo                       | Limpopo                                                      |
| ZA-MP  | Mpumalanga                    | Mpumalanga                                | Mpumalanga                    | Mpumalanga                    | Mpumalanga                                                   |
| ZA-NC  | Kapa-N'walungu                | Kapa Bokone (local variant is Kapa Leboa) | Kapa Devhula                  | Mntla-Koloni                  | Nyakatho-Kapa (la variante local es Nyakatho-Koloni)         |
| ZA-NW  | N'walungu-Vupeladyambu        | Bokone Bophirima                          |                               | Mntla-Ntshona                 | Nyakatho-Ntshonalanga                                        |
| ZA-WC  | Kapa-Vupeladyambu             | Kapa Bophirima                            | Kapa Vhukovhela               | Ntshona-Koloni                | Ntshonalanga-Kapa (la variante local es Ntshonalanga-Koloni) |

## Cambios
Los siguientes cambios de entradas han sido anunciados en los boletines de noticias emitidos por el ISO 3166/MA desde la primera publicación del ISO 3166-2 en 1998, cesando esta actividad informativa en 2013.
| Informe         | Fecha de emisión | Descripción del cambio reportado                                               | Cambio de código o subdivisión                                                                         |
| --------------- | ---------------- | ------------------------------------------------------------------------------ | --- |
| Boletín I-6     | 8/3/2004         | Cambia el nombre de la Provincia del Norte por el de Limpopo                   | Códigos: ZA-NP Provincia del Norte → ZA-LP Limpopo                                                     |
| Boletín I-9     | 28/11/2007       | Se añaden divisiones administrativas y sus códigos                             | Códigos: (no están marcados en rojo en el informe) Gauteng: ZA-GT → ZA-GP KwaZulu-Natal: ZA-NL → ZA-ZN |
| ISO 3166-2:2007 | 13/12/2007       | Segunda editción de la ISO 3166-2 (este cambio no fue anunciado en el informe) | Códigos: Gauteng: ZA-GP → ZA-GT KwaZulu-Natal: ZA-ZN → ZA-NL                                           |

Los siguientes cambios a la entrada figuran en el listado del catálogo en línea de la ISO:
| Fecha real del cambio | Breve descripción del cambio                                                                            | Cambio de código o subdivisión                                |
| --------------------- | --- | ------------------------------------------------------------- |
| 2020-03-02            | Cambia el código de subdivisión: de ZA-GT a ZA-GP, de ZA-NL a ZA-KZN; se actualiza la fuente del código | Cambio de código de subdivisión: ZA-GT → ZA-GP ZA-NL → ZA-KZN |